# Čamagajevci
Čamagajevci är en ort i Kroatien.   Den ligger i länet Baranja, i den östra delen av landet, 180 km öster om huvudstaden Zagreb. Čamagajevci ligger 93 meter över havet och antalet invånare är 214.
Terrängen runt Čamagajevci är mycket platt. Runt Čamagajevci är det ganska tätbefolkat, med 67 invånare per kvadratkilometer. Närmaste större samhälle är Donji Miholjac, 10,4 km nordväst om Čamagajevci. Trakten runt Čamagajevci består till största delen av jordbruksmark.